# 馬𦑘

馬𦑘（?—?），山東省濟南府德州人，清朝政治人物、同進士出身。
光緒三年（1877年），参加丁丑科殿試，登進士三甲第62名。同年五月，授內閣中書。